# Valdemaras Rupšys

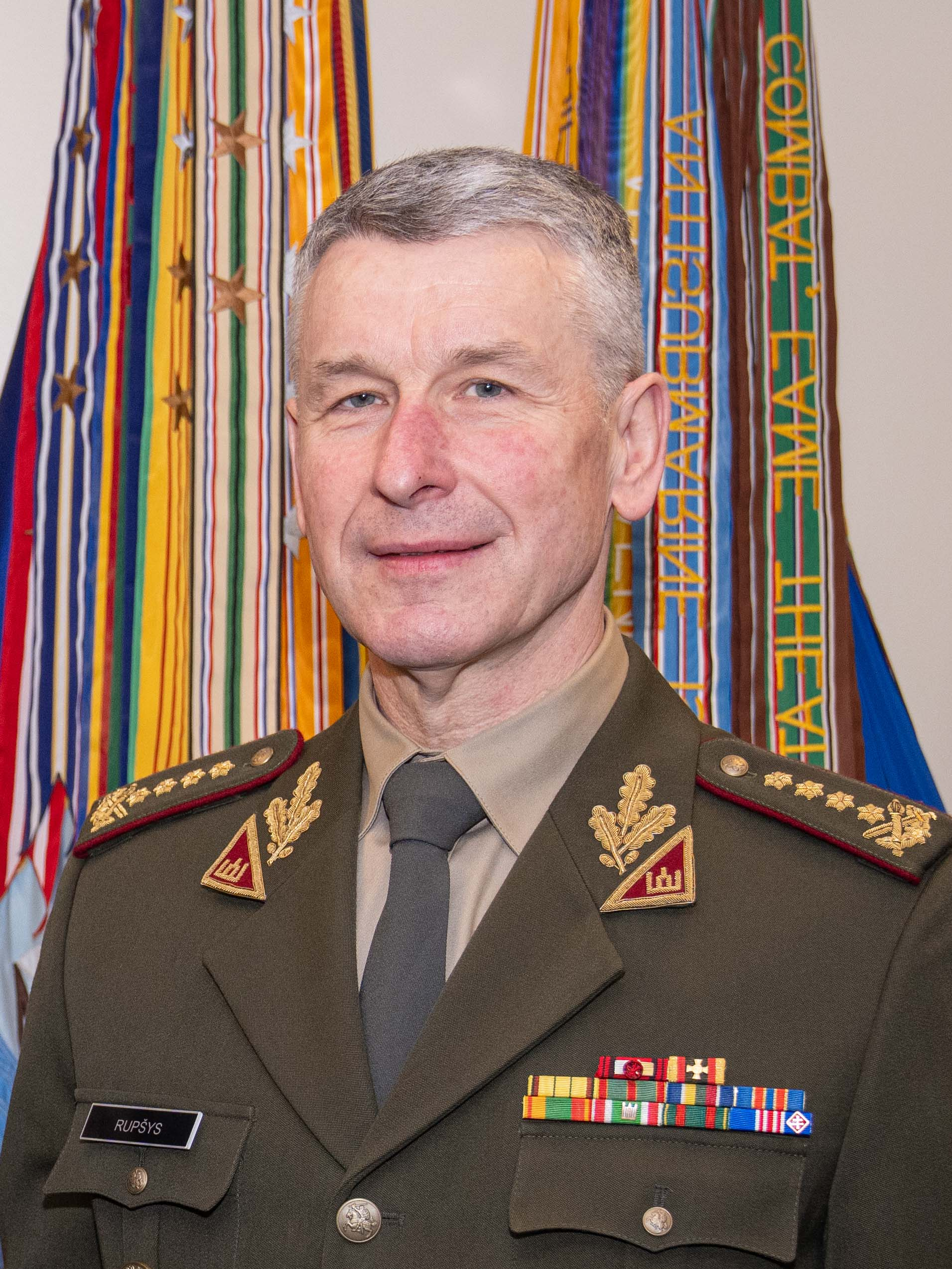
Valdemaras Rupšys (2024)

Valdemaras Rupšys (* 2. Mai 1967) ist ein ehemaliger litauischer General. Vom 24. Juli 2019 bis 23. Juli 2024 war er der militärische Oberbefehlshaber der Streitkräfte seines Heimatlandes. Zuvor war er Befehlshaber des litauischen Heeres.

## Leben
Valdemaras Rupšys wurde in der Rajongemeinde Šiauliai, im Norden der damaligen Litauischen SSR, geboren.

### Militärische Laufbahn
Der General dient seit 1. November 1990 bei den Streitkräften Litauens. Zwischen 1996 und 2005 übte er Führungspositionen bei verschiedenen Infanterieverbänden des Landes aus. Im Jahr 2006 wurde er an der Militärakademie General Jonas Žemaitis tätig – 2008 wechselte er ins litauische Verteidigungsministerium. Im Jahr 2011 übernahm er, zum Oberst befördert, das Kommando über die Infanteriebrigade Geležinis Vilkas von Vilmantas Tamošaitis. Bereits nach zwei auf dem Posten wurde er von Raimundas Vaikšnoras abgelöst und zum Leiter der Personalabteilung im Verteidigungsministerium ernannt.
Im Jahr 2016 wurde Rupšys von der litauischen Staatspräsidentin Dalia Grybauskaitė zum Brigadegeneral befördert und am 15. Juli 2016, als Nachfolger von Almantas Leika, zum neuen Kommandanten der Landstreitkräfte ernannt. Auf diesem Posten wurde er am 23. November 2018 zum Generalmajor befördert. Im Juli 2019 wurde er von Präsident Gitanas Nausėda als Oberbefehlshaber der Streitkräfte vorgeschlagen (am 18. Juli vom Parlament bestätigt und am 25. Juli feierlich in das Amt eingeführt). Auf diesem Dienstposten erhielt er im November 2019 auch die Beförderung zum Generalleutnant. Als erster litauischer Offizier wurde er am 10. Juni 2023 zum Viersternegeneral befördert, ein Rang der in den litauischen Streitkräften erst im Frühjahr desselben Jahres neu geschaffen worden war. Am Ende seiner fünfjährigen Dienstzeit wurde er im Juli 2024 von Raimundas Vaikšnoras abgelöst.

### Privates
Der General ist verheiratet und hat zwei Kinder. Er interessiert sich für Geschichte (insbesondere Militärgeschichte) und Kynologie.

## Auszeichnungen
Valdemaras Rupšys erhielt folgende bedeutende in- und ausländische Auszeichnungen:
|  | Goldenes Ehrenkreuz der Bundeswehr                                                        |
|  | Großoffizier des Ordens des Vytis-Kreuzes (2023)                                          |
|  | Großes Verdienstkreuz mit Stern des Verdienstordens der Bundesrepublik Deutschland (2024) |
|  | Kommandeur des Ordens von Oranien-Nassau (2024)                                           |
|  | Offizier der Ehrenlegion (2024)                                                           |